# La Tordue
La Tordue est un groupe de rock et de chansons poétiques et engagées français, actif entre 1989 et 2003.

## Biographie
Le groupe est formé à Paris en 1989 autour du parolier et chanteur Benoît Morel et du musicien Pierre Payan. Très vite, ils sont rejoints par le multi-instrumentiste Éric « Fil » Philippon. En 1993, ils font l'ouverture du festival rock des Rencontres trans musicales à Rennes, la ville natale de Morel. L'année suivante, ils sont sélectionnés par le Fonds d'action et d'initiative rock (FAIR) et remportent le concours du tremplin du festival Chorus des Hauts-de-Seine. En juin 1994, ils se produisent à la fête de la musique de Roumanie, un mois plus tard, ils sont invités au festival Francofolies de La Rochelle.
Leur premier album, Les Choses de rien, paraît l'année d'après, en 1995. Le groupe est associé par les journalistes à la « nouvelle scène française ». Entre 1995 et 2002, ils publient cinq albums, dont un enregistré en public. L'album Le Vent t'invite, sorti en 2000, atteint la 46e place des charts français.
En vie est l'unique album enregistré en public de La Tordue ; il atteint la 64e place des charts français. Sorti en 2001, il s'agit de leur quatrième album. Toutes les chansons proviennent de leurs trois albums studio, à l'exception de Jolie môme qui est une reprise de Léo Ferré. Sur Champ libre (33e place des charts), leur dernier album paru en 2002, ils sont rejoints par le batteur Mathieu Morel. Dans cet album, La Tordue milite contre la double peine avec l'association Une Peine Point Barre. Ce qui donne naissance à un titre, Le Pétrin, et à des interventions de personnes confrontées à la double peine pendant les concerts de La Tordue.
La Tordue se sépare en décembre 2003. Benoît Morel continue de se produire sur scène sous le nom d’artiste Le B du Chat, pseudonyme avec lequel il signait les pochettes des albums de La Tordue. Il s'agit sans doute d'un clin d'œil aux Chats Pelés, groupe de graphistes auquel il participa, aux côtés de Christian Olivier, le chanteur des Têtes raides (pour qui Benoît Morel a écrit des textes à leurs débuts). Benoît Morel poursuit son travail d'illustrateur et enregistre un album solo, Félin pour l'autre, sorti en 2007.

## Membres
- Benoît Morel — textes, chant, bédane à moustache
- Éric « Fil » Philippon — musiques, guitare, mélodica, basse, xylophone, banjo, brosse à dents, chant
- Pierre Payan — musiques, claviers, guitare, accordéon, kalimba, cuivres, scie, mélodica, guimbarde, chant
- Mathieu Morel — batterie, percussions, batterie bouche, chant (sur Le Pétrin)
- Claudius Dupont — contrebasse